# Jacques Blondel
Pour les articles homonymes, voir Blondel et Jacques Blondel (homonymie).
Jacques Blondel, né à Reims, le 15 mars 1746, mort à Charleville, dans les Ardennes, le 8 avril 1813, est un homme politique français. Il est notamment député des Ardennes à la Convention nationale et au Conseil des Cinq-Cents.

## Biographie
Né en 1746 à Reims,, il est rentier à Lalobbe lorsqu'il est élu suppléant à la Convention nationale. Il devient député des Ardennes, à la suite de la démission de Basile Joseph Raux, immédiatement après son élection.
Il appartient à la Plaine, appelée encore, de façon plus ironique, le Marais, parti modéré siégeant au centre et en bas de l'Assemblée. En tant que conventionnel, il participe au procès de Louis XVI du 10 décembre au 26 décembre 1792. Le 15 janvier 1793, il vote «oui» sur la première question portant sur la culpabilité, «oui» sur la deuxième question (Faut-il un appel au peuple ?). Sur la troisième question précisant la peine à infliger, sa réponse est la suivante : « Comme juge, je déclarerais que Louis a mérité la mort; comme législateur et comme homme d'Etat, je vote pour la réclusion, sous la condition expresse qu'il soit puni de mort si les ennemis de l’État mettent le pied sur le territoire de la République. ». Et sur la quatrième question (Y aura-t-il un sursis à l'exécution du jugement de Louis Capet ?), il répond à nouveau «oui».
En 1795, il est à nouveau élu député des Ardennes au Conseil des Cinq-cents, par 170 voix sur 188 votants, dans cette élection au suffrage censitaire. Il y est très discret : « Son passage dans cette assemblée n'a laissé aucune trace au Moniteur ». À la suite de quoi, il s'installe à Charleville.